# Piotr i Paweł
Piotr i Paweł – polska sieć supermarketów działająca w latach 1990–2019, stworzona przez Eleonorę Woś i jej synów, Piotra i Pawła. W latach 2003–2019 prowadziła sprzedaż przez internet.

## Historia
Według stanu na 24 października 2016 sieć miała 138 sklepów w Polsce. Obrót sieci w 2015 wyniósł 2123 mld złotych.
Od początku 2018 sieć Piotr i Paweł zamknęła 36 placówek, 5 sprzedała sieci Biedronka i otworzyła 3 sklepy, co ustaliło liczbę sklepów na koniec trzeciego kwartału 2018 na 108. 12 września 2018 sąd w Poznaniu otworzył postępowanie sanacyjne wobec sieci. Od 1 czerwca 2018 funkcję prezesa zarządu spółek grupy Piotr i Paweł pełnił Marek Miętka, który zastąpił długoletniego prezesa spółki Macieja Stoińskiego. 30 sierpnia 2019 spółki grupy zawarły porozumienie z bankami, będącymi ich największymi wierzycielami.
W październiku 2019 80% udziałów w zadłużonej sieci supermarketów Piotr i Paweł od funduszu Capital Partners nabyła holenderska spółka Spar Group za symboliczne 1 euro.
W połowie października 2021 ostatni sklep Piotr i Paweł przeszedł rebranding na Eurospar i tym samym sieć Piotr i Paweł ostatecznie zniknęła z rynku.

## Akcjonariat
- 2017: Piotr Janusz Woś 48,6%, Paweł Woś 39,12%, Eleonora Stanisława Woś 9,87%, Justyna Woś 2,26%[10]
- 2018: TFI Capital Partners 100%[11]
- 2019: Spar Group 80%, TFI Capital Partners 20%[12]